# Léon Gurekian
Léon Gurekian (in armeno Լեւոն Կիւրեղեան?; Costantinopoli, 26 aprile 1871 – Asolo, 2 settembre 1950) è stato un architetto armeno.

## Biografia
La famiglia di Léon Gurekian è originaria e risiede a Trebisonda e si occupa di rapporti commerciali tra il Medio oriente e l'Europa, specialmente Marsiglia. Figlio di Hovhannés Gurekian e Prapion Yéremian, nasce a Costantinopoli il 26 aprile 1871. Studia preso la scuola dei Padri Mechitaristi (Congregazione mechitarista di Venezia) a Trebisonda prima ed al Collegio Armeno di Venezia poi dove completa gli studi nel 1888. Si iscrive al Regio Istituto di Belle Arti di Roma e nel 1895 ottiene la licenza di Professore di disegno Architettonico. Sempre nel 1895 si laurea in architettura alla Regia Scuola di Applicazione per gli ingegneri in Roma. Nel 1901, a Costantinopoli, sposa Mariamik Azarian (1875-1956). Nel 1902 nasce il loro unico figlio Ohannés.

### Bulgaria
Nel 1896, appena rientrato a Costantinopoli, riesce a rifugiarsi in Bulgaria per sfuggire ai pogrom in confronto degli armeni da parte del sultano Abdul Hamid II. La sua laurea viene riconosciuta dal Governo Bulgaro. Vi progetta vari edifici e vince il concorso per il teatro dell'opera di Varna che successivamente verrà realizzato con lievi modifiche.

### Costantinopoli
Ritornato a Costantinopoli nel 1899, progetta ed esegue una notevole mole di edifici a Costantinopoli e nelle isole di Prinkipo (Isole dei Principi).
Ha avuto contatti con la famiglia degli architetti Balian, giacché nell'archivio di famiglia erano conservati numerosi disegni originali, fotografie e particolari dei principali progetti di questa famiglia (disegni in parte pubblicati). Nel frattempo svolge una intensa attività politica, sotto pseudonimo, sui giornali armeni.

### Italia
Il 7 settembre 1907, in maniera improvvisa e senza una apparente spiegazione si trasferisce in Italia, a Roma.
Nel 1908 ottiene dal Regio Istituto di Belle Arti di Roma il Diploma di Professore di Disegno Architettonico, in base al Corso speciale di Architettura nell'anno 1895.
Nel 1911 progetta e costruisce il Padiglione Ottomano alla Esposizione Internazionale di Torino. Questa è l'unica opera progettata in Italia, salvo una cappella funeraria di un suo amico a Trieste e la sua abitazione - "Villa Ararat" - ad Asolo (Treviso).
Nel settembre del 1911 è nominato rappresentante del Governo Ottomano al Congresso Internazionale degli Architetti a Roma (2-10 ottobre 1911), ma essendo scoppiata la guerra tra Italia e Governo Ottomano, vi partecipa a titolo personale quale membro della Associazione degli Architetti della quale già faceva parte.
In questi anni e sempre più nei successivi frequenta Asolo, dove c'è la residenza estiva del Collegio Armeno di Venezia.
Nel 1912 inizia un lungo lavoro di rilievo di monumenti bizantini e romanici, a Ravenna, ad Aquileia, in Istria, in Dalmazia e fondamentalmente in Brianza finalizzata allo studio dell'influenza dell'Architettura armena su quella Romanica. Fondamentalmente in contrapposizione alle tesi del Rivoira.
Dal 1914-18 il primo conflitto mondiale lo costringe a soggiornare ad Asolo dove si mantiene facendo il fotografo.
Nel 1919 è a Parigi dove pubblica una analisi politica del primo conflitto sotto forma di allegoria "Le Résponsable" ed opera attivamente a livello politico per la costituzione della Repubblica Armena Indipendente.
Nel 1922 resosi amaramente conto della impossibilità di ritornare in quella che avrebbe dovuto essere la Repubblica Armena Indipendente, visto il fallimento di quanto sancito dal Trattato di Versailles nel 1919, decide di stabilirsi ad Asolo e vi costruisce la sua abitazione. Da quel momento, abbandona totalmente la architettura. Pubblica una serie di scritti sia politici che di studi filologici, fondamentalmente in lingua armena. Nell'ultimo "Kars e Ardahan", rivendica la piena armenità di quelle provincie, cedute alla Turchia.
Alla fine del secondo conflitto mondiale una Delegazione della Repubblica Sovietica Armena viene ad Asolo per chiedere se è disposto a trasferirsi in Armenia. Léon già ammalato, non accetta, ma ricordava sempre: "alle mie spalle c'era sempre la fotografia del Generale Antranik" (Andranik Ozanian).
Nel 1921 inizia ad andare in villeggiatura, e lo farà per diversi anni, a Frassené nella provincia di Belluno, perché l'ambiente gli ricordava quello lontano di Toz, presso Trebisonda, dove la sua famiglia aveva una residenza estiva.
Muore ad Asolo il 2 settembre 1950 ed ivi è sepolto.

## Opere e progetti significativi

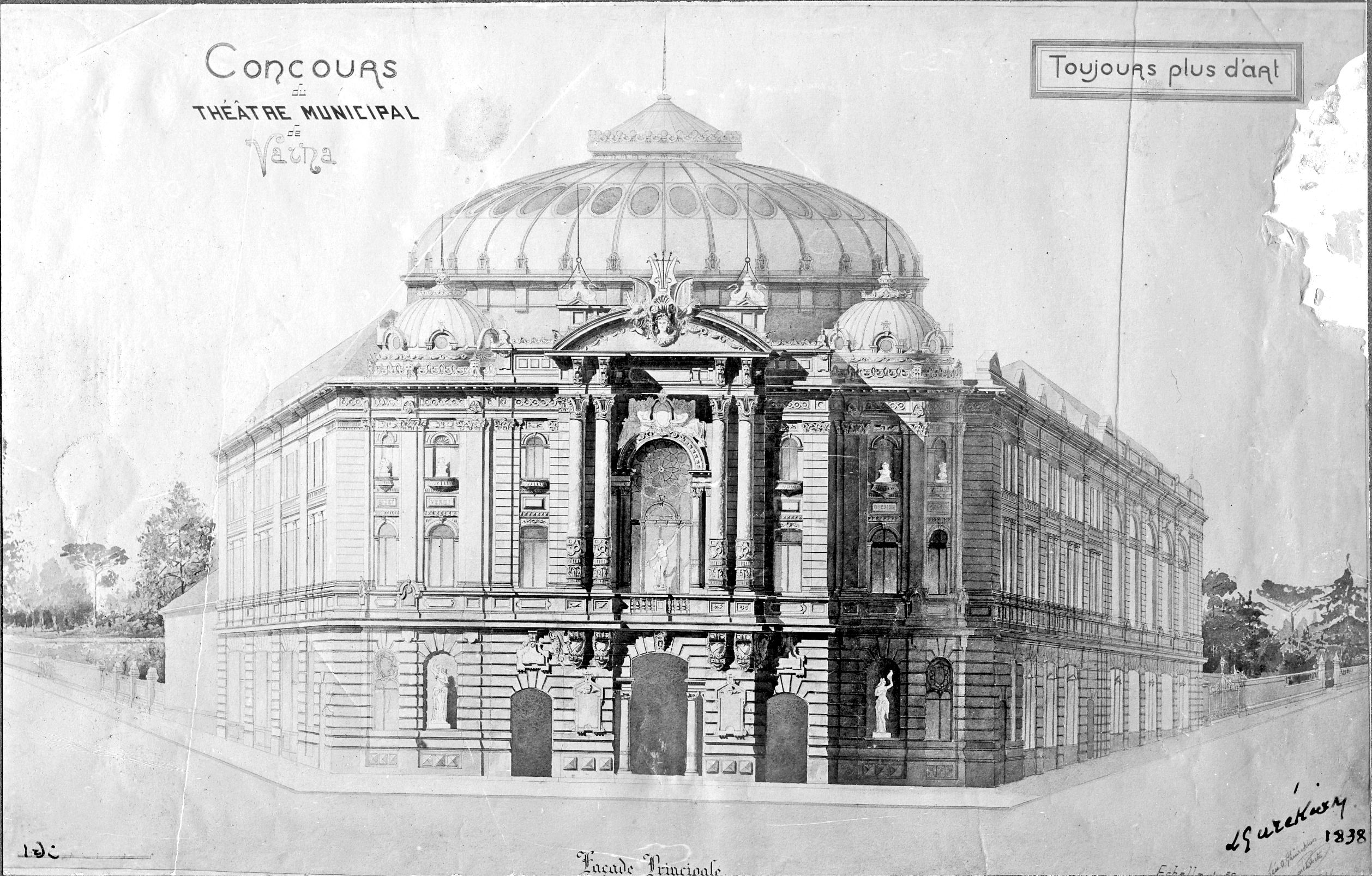
Concorso per il Teatro di Varna

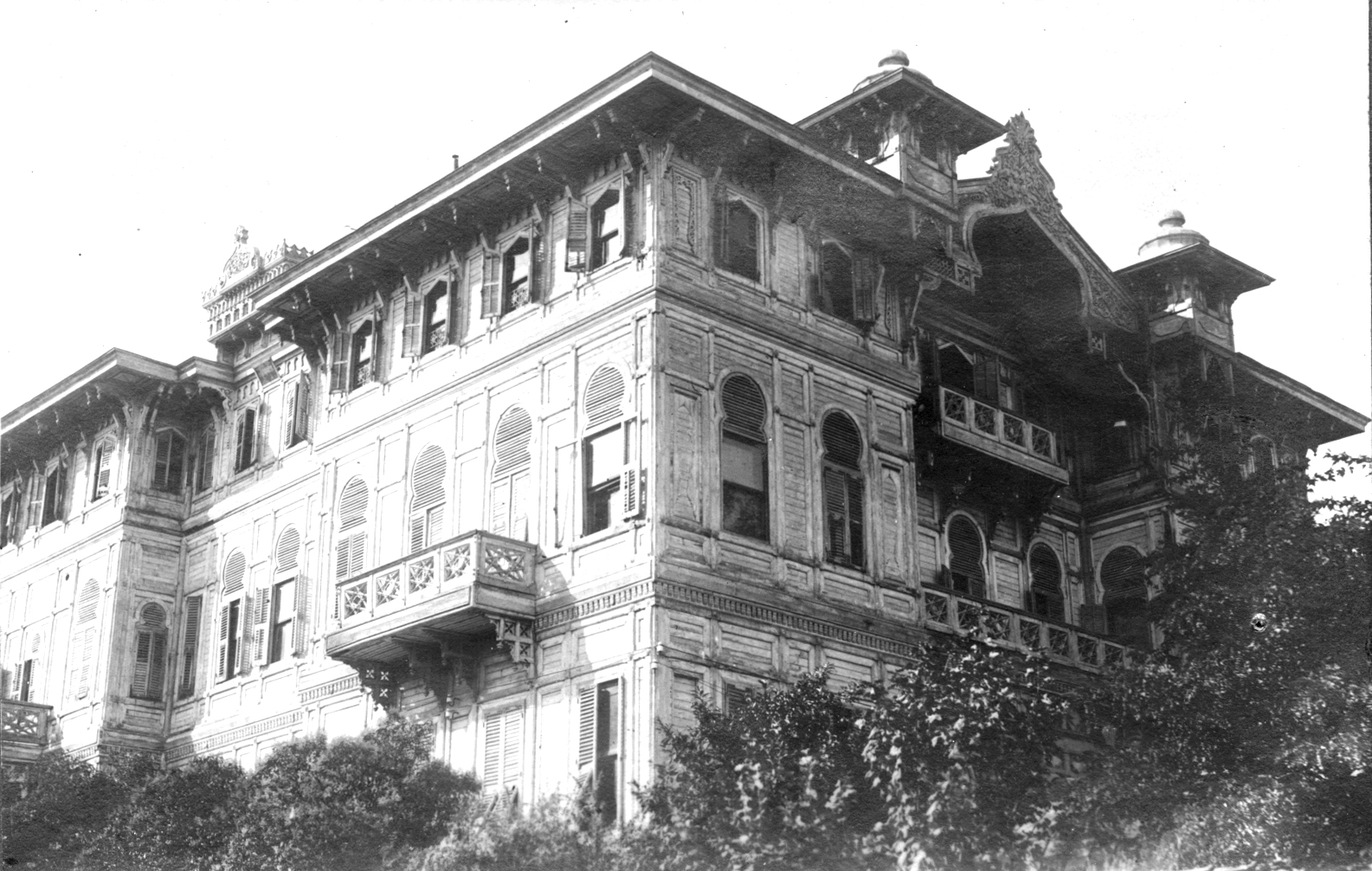
Palazzo del Gran Vizir Halil Rifat Pacha - Costantinopoli

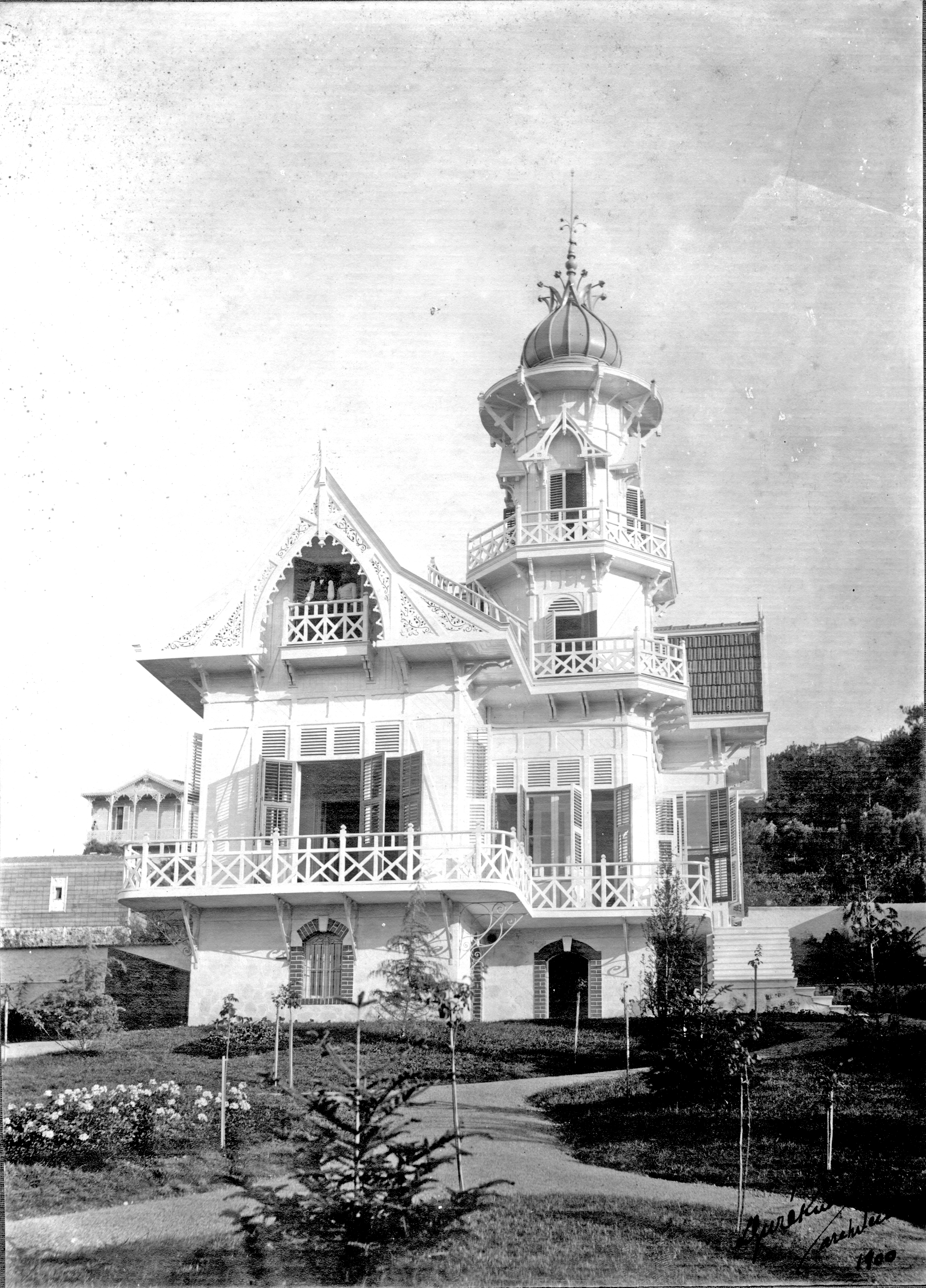
Villa Moustafa Bey - Prinkipo

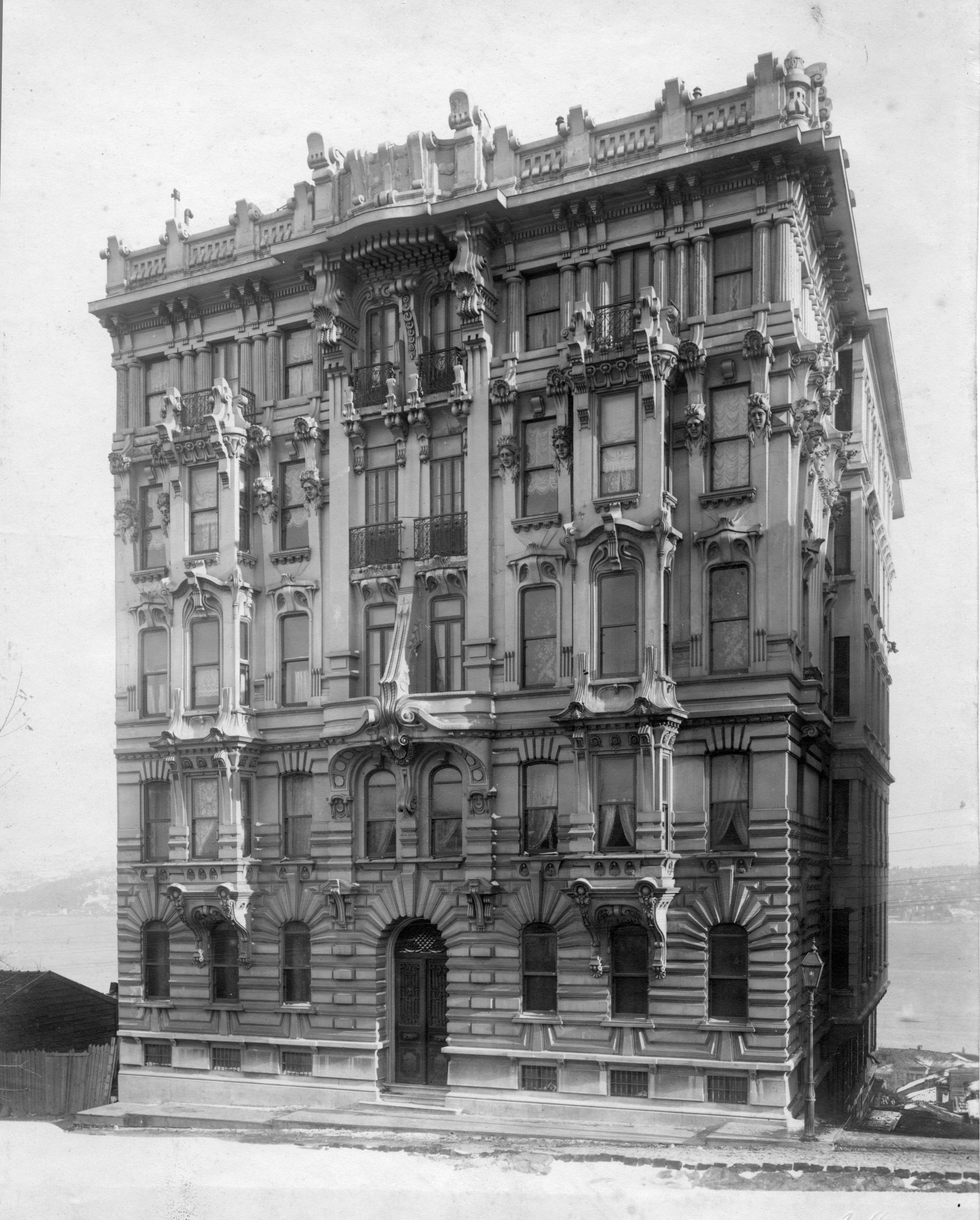
Appartamenti Joseph Azarian - Ayaz Pacha (oggi Gümüssuyu Palas) - Costantinopoli

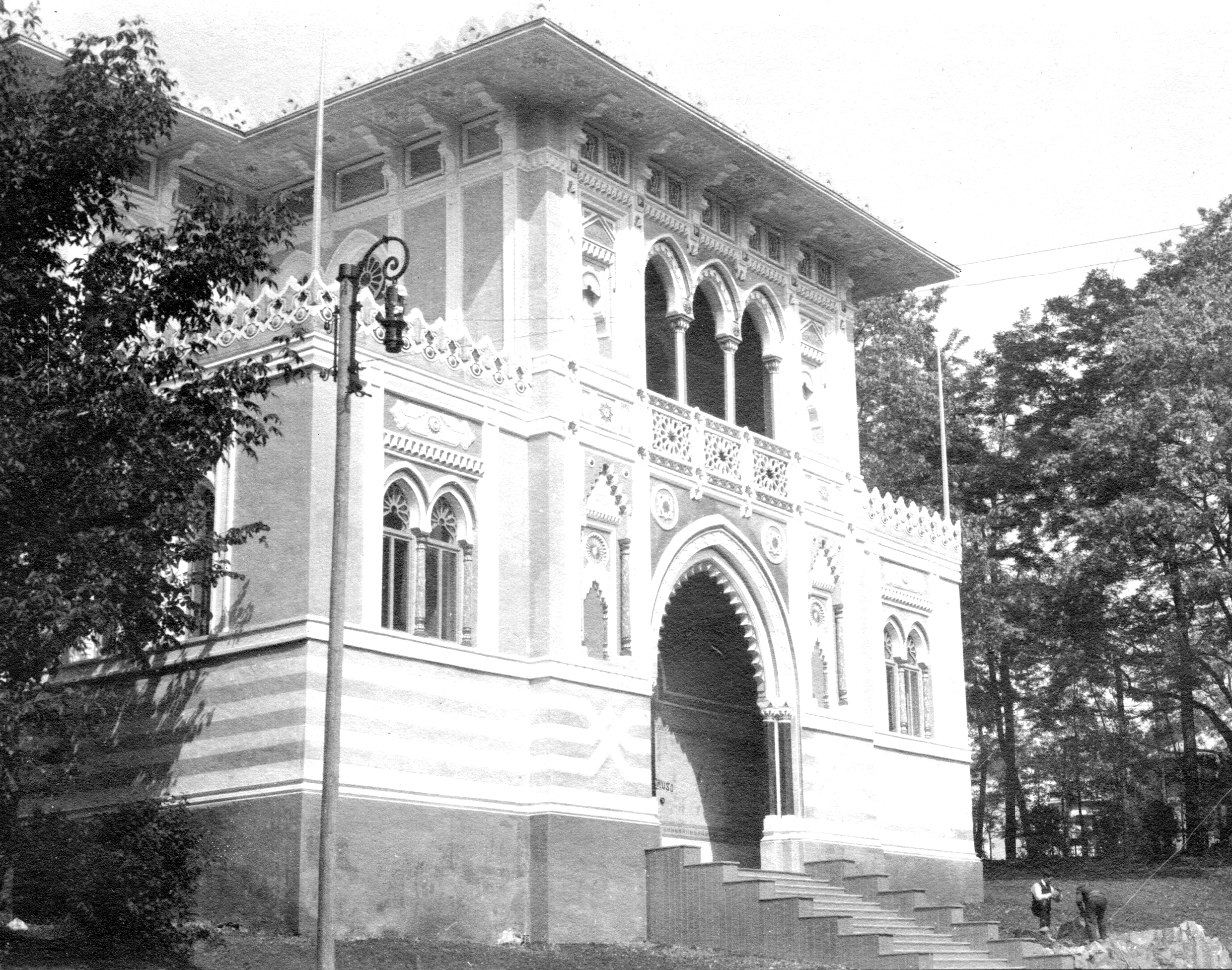
Padiglione Ottomano - Torino 1911

### Bulgaria 1896-1898
- 1897
  - Casinò - Kasorlik
  - Cassa Agricola e di Risparmio - Sofia e altre città
  - Villa - Sofia - 1897
  - Villa dell'ing. Nicolof - Sofia
- 1898
  - Teatro di Varna (Bulgaria) - Concorso (primo premio)

### Impero Ottomano 1898-1907
- 1898
  - Chiesa armena - Trebisonda
  - Alloggi delle Suore - Samsoun
  - Chiesa Madonna di Lourdes dei Padri Georgiani - Costantinopoli
- 1899
  - Abitazione Mndighian - Costantinopoli
  - Abitazione del Ghiridli Moustafa Pacha - Sultan Ahmed - Costantinopoli
  - Palazzo del Gran Vizir Halil Rifat Pasha - Nichan Tachi - Costantinopoli
  - Villa Hilmi Bey - Bebek - Costantinopoli
- 1900
  - Appartamenti Munif Pacha - Costantinopoli
  - Appartamenti Ibraïm Bey Effendi - Costantinopoli
  - Padiglione per Rachid Pacha - Balta Limar - Costantinopoli
  - Palazzo (S)aleddin Pacha - Costantinopoli
  - Palazzo Hairiz - Costantinopoli
  - Palazzo e padiglioni Hassan Pacha - Costantinopoli
  - Palazzo Kemaleddine Pacha - Costantinopoli
  - Palazzo e Corpo di Guardia Moustafa Bey sul Bosforo - Hissar - Costantinopoli
  - Villa a Candilli - Costantinopoli
  - Villa Moustafa Bey - Prinkipo
  - Villa Sami Pacha - Costantinopoli
- 1903
  - Villa Agopian - Prinkipo
  - Appartamenti Joseph Azarian - Ayaz Pacha (oggi Gümüssuyu Palas) - Costantinopoli
- 1904
  - Appartamenti Rosenthal - Costantinopoli
  - Case a S. Hagop (10 case) - Costantinopoli
  - Sistemazione giardini Azarian - Pendik
- 1905
  - Appartamenti Gurekian (due fabbricati) - Pangaltı, Rue Pariaz - Costantinopoli
  - Abitazione Chahbaz Maksoud - Chichli (oggi Osmanbey apartman) - Costantinopoli
- 1906
  - Appartamenti E. Schahnazar - Costantinopoli
  - Appartamenti Léon Gurekian - Costantinopoli - Ayaz Pacha
  - Appartamenti Coumbaradji - Costantinopoli
  - Cappella funeraria Yeranouhi Keutcheyan - Costantinopoli
- Non datate
  - Abitazione Karamanian - Costantinopoli
  - Abitazione Vedat Bey - Costantinopoli
  - Abitazione Vefik Bey - Costantinopoli
  - Appartamenti a Yechil - Costantinopoli
  - Appartamenti Karamanian - Costantinopoli
  - Appartamenti Macsoud Bey - Asman Bey - Costantinopoli
  - Appartamenti Manouelian - Chichli - Costantinopoli
  - Appartamenti Perouz Agha - Costantinopoli

### Italia 1908-1950
- 1911
  - Padiglione dell'Impero Ottomano all'Esposizione Internazionale - Torino
- 1913
  - Cappella funeraria famiglia Aïdinian - Trieste
- 1924
  - Villa Ararat - Asolo (Treviso)

## Pubblicazioni
- Léon Gurekian, Il Concilio Cattolico Armeno di Roma, Considerazioni di un Patriota Armeno, Conti e Gandolfi, Sanremo 1912
- Léon Gurekian, Il Centenario di una coppia di poeti, Centenario della nascita di Robert Browning e Elizabeth Barrett Browning (Քերթող Ամոլի մը Հարիւրամեակը, Ռոբերտ Բրաւնինգի Ծննդեան Հարիւրամեակը եւ Եղիսաբէթ Բառռէտ-Բրաւնինգ), Scant, Ghalatia 1912
- Léon Gurekian, L'Armenia nell'anima italiana, C.Colombo, Roma 1919
- Léon Gurekian, Le Responsable - Allégorie historique dans le Règne Animal , Jouve & C.ie Éditeurs, Paris 1919
- Léon Gurekian, Il Duemillesimo di Virgilio (Վիրգիլեան երկհազարամեակը), San Lazzaro, Venezia 1931
- Léon Gurekian, Primo Centenario della Fondazione del Collegio Armeno Moorat-Raphaël, Venezia (1836/1936), G.Fabris, Venezia 1936
- Léon Gurekian, Kars e Ardahan - Documentazioni Storiche e Diritti Nazionali (Կարս եւ Արտահան - Պատմական Հաւաստիք եւ Հայրենաւանդ Իրաւունք), S.Lazzaro, Venezia 1949

## Esposizioni
- Museo-Istituto Nazionale dell'Architettura dell'Armenia - Yerevan (Armenia), Léon Gurekian architetto, 15 marzo-15 maggio 2015
- Vanadzor (Armenia), Léon Gurekian architetto, 3 ottobre-20 dicembre 2015